# 歌道
歌道（日语：／ Kadō）是指和歌創作及關於和歌本身的學問（歌學）。

## 概要
從《萬葉集》被編成的奈良時代開始，就萌生出和歌成為以日本語為唯一的文藝，而在《古今和歌集》被編成的10世紀初期開始，更有人對抗漢詩紀傳道（文章道）並提倡「歌之道」（うたのみち）。紀貫之在邸宅開辦曲水宴時，由凡河内躬恒所作的三月三日紀師匠曲水宴和歌，寫下的序文描述其為「歌之道」，這是很具代表性的事例。而下令編纂『古今和歌集』的醍醐天皇的治世被稱為「延喜之治」，因此勅撰和歌集的編纂就與聖代思想連結起來。後來在停止派出遣唐使後，唐風文化的衰退以及國風文化的興盛，歌會、歌合等活動亦隨之興起，於是，為了創作優良的和歌，被認為是必要而組織和規範歌題、題意，以及令關於和歌的古典和有職的研究専門化，最後發展出的學問被稱為「歌道」。
11世紀中期以後，歌道的師徒制度出現，形成六條源家、六條藤家、御子左家等派別。在這樣的狀況下，歌壇有著文藝至上的傾向，終於令歌道變成傳授制，以及變得神秘，中世紀以後，和歌上的歌道變得絕對。其中以重視傳統，把和歌的實作和理論融合的御子左家壓倒其他諸家，結果被確立為「歌道師範家」的家職。在藤原為家之後，子孫分為二條派、京極派、冷泉派。京極派的京極家血脈在鎌倉時代斷絕，二條派的二條家血脈亦在室町時代斷絕，只有冷泉派的冷泉家把家名流傳至今，不過二條家（御子左家嫡流）斷絕後，由門人繼承的二條派在中世紀以至近世都最有影響力。
被視為勅撰和歌集理想的《古今和歌集》，當中收錄的和歌的解釋由二條派承傳，並以「古今傳授」的方式，由師博傳授給弟子。古今傳授與其神秘性一同在中世紀的歌壇被視為最高的秘傳，有權威的象徵。古今傳授的繼承者中，具代表性的有東常緣、宗祇、三條西家歷代當主、細川幽齋、智仁親王等人。
但是在江戶時代時，這種做法受到木下勝俊和戶田茂睡批評，後來成為國学，歌道從此變為獨自的歌學研究。不過在禁裏和堂上繼承傳統，在將軍家以及大名家中亦相當盛行。在明治時期以至近代後，正岡子規和與謝野鐵幹等和歌改革論者所處的歌道的價値被否定，於是從此就在歷史舞台上消失。